# Casar de Palomero
Casar de Palomero – gmina w Hiszpanii, w prowincji Cáceres, w Estramadurze, o powierzchni 36,91 km². W 2011 roku gmina liczyła 1419 mieszkańców.